# Златен и Звезден прах
Златен и Звезден прах (съкратено от Златен прах и Звезден прах, преди това познати като Братството, Братя Роудс, или Коуди Роудс и Златен) бяха кеч отбор, участващ в WWE. Коуди Роудс и Златен прах са наполовина-братя в реалния животи веднъж бяха придружавани от баща си, члена на Залата на славата на WWE „Американската мечта“ Дъсти Роудс.
Отборът беше създаден когато Коуди беше уволнен от WWE след загуба от Ренди Ортън в мач създаден заради разпита на Коуди от Оперативния директор Трите Хикса. На следващата седмица, Златен прах се би с Ренди Ортън в опит да върне Коуди, но беше уволнен след загубата си. Дъсти се опита да разубеди Началниците да върне синовете си. Евентуално, Трите Хикса и жена му Стефани Макмеън реши, че наполовина-братята ще се изправят срещу двамата членове на Щит, Роуман Рейнс и Сет Ролинс, на Бойно поле, но добави че ако е спечелят повече никога няма да работят за WWE и Дъсти ще загуби работата си като треньор на Представителния център. Този мач маркира дебюта на Коуди и Златен прах като отбор и победата им над Рейнс и Ролинс доведе до незабавно им връщане на работните си места. Въпреки това, след почти осем месеца, те се разделиха на Разплата заради на броя пъти Коди и Златен прах губеха. Коуди внезапно се завърна за да възстанови отбора през юни 2014 на Първична сила под новия си образ като „Звезден прах“.
Те станаха двукратни Отборни шампиони на WWE. Първия път през октомври 2013 след като спечелиха титлите в мач без дисквалификации срещу Шит (Рейнс и Ролинс) с помощта на Грамадата на Първична сила като Коуди Роудс и Златен прах, и на 21 септември 2014, когато победиха Братя Усо на Нощта на шампионите като Златен и Звезден прах.

## В кеча
- Финални ходове на Коуди
  - Като Коуди Роудс
    - Cross Rhodes[10] (Rolling cutter)

  - Като Звезден прах
    - Dark Matter[11] (Modified reverse STO)
    - Diamond Dust[1]
- Финали ходове на Златен прах
  - Final Cut[12] (Swinging vertical suplex)[13]
- Мениджъри
  - Дъсти Роудс[14][10]
- Входни песни
  - "Gold and Smoke" на Джим Джонстън (21 октомври 2013 – 1 юни 2014)[15][16]
  - "Written in the Stars" ("Gold-Lust" Intro) на Джм Джонстън (4 август 2014 – 16 февруари 2015)

## Шампионски титли и отличия
- WWE
  - Отборни шампиони на WWE (2 пъти)[17]
  - Награди Слами (2 пъти)
    - „Още го можеш“ Завръщане на Суперзвезда на годината (2013)[18] – Златен прах
    - Отбор на годината (2013)